# کاتسوو کاندا
کاتسوو کاندا (به انگلیسی: Katsuo Kanda) بازیکن فوتبال اهل ژاپن و عضو تیم ملی فوتبال ژاپن است که در تاریخ ۲۸ مه ۱۹۹۵ میلادی اولین بازی ملی‌اش را انجام داد. او در ۱ بازی ملی حضور داشت و آخرین بازی ملی خود را در تاریخ ۲۸ مه ۱۹۹۵ میلادی انجام داد. کاتسوو کاندا در بازی‌های ملی‌اش
گلی به ثمر نرساند.